# Man Chong
 (décembre 2016).
Si vous disposez d'ouvrages ou d'articles de référence ou si vous connaissez des sites web de qualité traitant du thème abordé ici, merci de compléter l'article en donnant les références utiles à sa vérifiabilité et en les liant à la section « Notes et références ».
Pour les articles homonymes, voir Chong.
Man Chong (滿寵) (172 – 242) est un officier de Cao Cao. Il sert plus tard dans le Royaume de Wei. Originaire de Changyi, Man Chong est devenu un stratège sous le seigneur de guerre Cao Cao.
Il est un vieil ami de Xu Huang.